# Хоакин, Ник
Никомедес (Ник) Хоакин (исп. Nicomedes Márquez Joaquín; 4 мая 1917 — 29 апреля 2004) — филиппинский писатель
, историк, биограф и журналист, получивший известность благодаря своим рассказам и новеллам. Также писал под псевдонимом Quijano de Manila. Нику Хоакину была присуждена высшая награда Филиппин за вклад в искусство — «National Artist of the Philippines».
Является наиболее значимым писателем своей страны, писавшим на английском языке.
Родился в манильском районе Пако, в многодетной семье полковника и учительницы английского и испанского языков. В детстве очень любил читать, что и определило его будущую судьбу. В 17 лет опубликовал свою первую статью. Позже он выиграл национальный конкурс эссе (за эссе, описывающее борьбу филиппинского народа против голландских захватчиков), за что был награждён стипендией доминиканского монастыря в Гонконге.
После Второй Мировой войны побывал в США, Мексике, Испании. Позже был «культурным представителем» своей страны в Тайване, Кубе, Китае. В течение жизни работал в нескольких журналах, поднял национальную журналистику на новый уровень. Был членом национальной комиссии по кино.

## Произведения, переведённые на русский язык

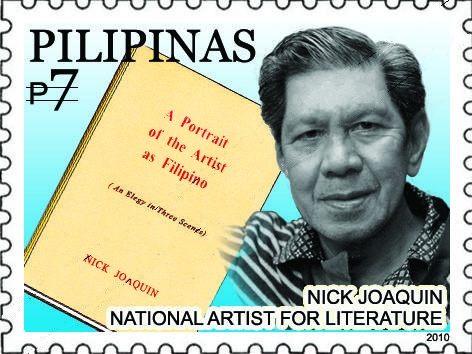
Ник Хоакин на почтовой марке 2010 года

### Романы
- Женщина, потерявшая себя
- Пещера и тени

### Пьесы
- Портрет художника-филиппинца

### Рассказы
- Легенда о донье Херониме
- Месса святого Сильвестра
- Guardia de Honor
- В канун майского дня